# پورتاژ-دو-فور، کبک
پورتاژ-دو-فور (به فرانسوی: Portage-du-Fort) روستایی در منطقه شهری پونتیاک ناحیه اوتاوه در استان کبک کانادا است. در سرشماری سال ۲۰۱۱ این روستا ۲۴۵ نفر جمعیت داشته‌است و مساحت آن ۴٫۲۴ کیلومتر مربع است.